# Єрмаково (Калінінградська область)
Єрмаково (рос. Ермаково) — селище Правдинського району, Калінінградської області Росії. Входить до складу Домновського сільського поселення.
Населення —  334 особи (2015 рік). 

## Населення
| 2002 | 2010 |
| ---- | ---- |
| 322  | ↗334 |